# Renaud III de Modène
Pour les articles homonymes, voir Rinaldo d'Este.
Renaud III de Modène ou Renaud III d'Este (en italien : Rinaldo III d'Este), né le 26 avril 1655 à Modène et mort le 26 octobre 1737 dans la même ville, est un prince italien issu de la maison d'Este, qui fut cardinal avant de devenir duc de Modène et Reggio de 1694 à sa mort.

## Biographie
Né à Modène, Renaud est l'unique fils du troisième mariage du duc François Ier de Modène avec Lucrèce Barberini.
Neveu du cardinal Rinaldo d'Este, il est lui-même créé cardinal en 1688 au titre de Santa Maria della Scala par le pape Innocent XI. Il renonce à son statut d'ecclésiastique en 1695, après avoir succédé à la tête du duché de Modène à son neveu François II, mort sans héritier au mois de septembre 1694.
Il épouse alors Charlotte-Félicité de Brunswick-Calenberg (1671-1710), fille aînée du duc Jean-Frédéric de Brunswick-Lunebourg et de Bénédicte-Henriette du Palatinat, laquelle était la fille d'Édouard du Palatinat (petit-fils de Jacques Ier d'Angleterre) et d'Anne de Gonzague de Clèves (tante par alliance de la duchesse d'Orléans, belle-sœur de Louis XIV). Le nouveau duc de Modène s'allie ainsi à de nombreuses lignées régnantes :
- la maison d'Autriche : la sœur de Charlotte-Félicité, Wilhelmine-Amélie, ayant épousé l'empereur Joseph Ier ;
- la maison de Hanovre : Sophie, la sœur d’Édouard du Palatinat, étant la mère du roi George Ier de Grande-Bretagne dont Charlotte-Félicité est donc la cousine germaine ;
- la maison de France : la tante de Charlotte-Félicité, Anne-Henriette de Bavière, ayant épousé un Bourbon, le prince de Condé.

Les premières réformes du nouveau duc de Modène consistent à diminuer le prix des céréales et à améliorer les conditions de vie des paysans.
Quand éclate la guerre de Succession d'Espagne en 1702, il déclare la neutralité de son duché, ce qui n'empêche pas les troupes françaises de prendre Modène. Il doit alors se réfugier à Bologne, alors terre pontificale. En 1707, à l'issue d'un long siège auquel il prend part, les troupes allemandes chassent les Français de sa capitale. Aux termes du traité de paix, Renaud III acquiert le duché de la Mirandole mais perd Comacchio.
Il tente alors un rapprochement avec la France en mariant son fils François-Marie avec Charlotte-Aglaé d'Orléans, troisième fille du régent Philippe d'Orléans. Ce mariage ne fut pas des plus paisibles, en raison du comportement licencieux de la jeune épouse, si bien que Renaud leur fera construire une résidence séparée à Rivalta, dans les environs de Reggio d'Émilie.
Il ne réussit pas à s'emparer du duché de Parme en mariant sa fille Henriette à Antoine Farnèse : il n'y a pas d'héritier, et le fief échoit aux Bourbons d'Espagne issus d'Élisabeth Farnèse, épouse du roi Philippe V.
En 1733, commence la guerre de Succession de Pologne. Le duc Renaud, tout en restant officiellement neutre, prend secrètement le parti de l'Autriche. De nouveau, les troupes françaises le contraignent à se réfugier à Bologne, mais le traité de paix de 1736 est favorable à la maison d'Este. Le duc Renaud peut regagner Modène et, le 12 octobre 1737, il obtient le comté de Novellara et Bagnolo pour services rendus au Saint-Empire.
Il meurt deux semaines plus tard en laissant la régence à ses deux filles Bénédicte et Amélie, pendant que son fils François-Marie, futur François III de Modène, se trouve en Hongrie à combattre les Turcs sous les ordres de l'empereur Charles VI.

## Descendance
Le duc Renaud III et son épouse Charlotte-Félicité de Brunswick-Calenberg ont sept enfants :
- Bénédicte d'Este (18 août 1697-16 septembre 1777), sans alliance ;
- François III d'Este (2 juillet 1698-22 février 1780), duc de Modène, épouse la princesse Charlotte-Aglaé d'Orléans, Mademoiselle de Valois, fille du Régent ;
- Amélie d'Este (28 juillet 1699-5 juillet 1778) épouse le marquis de Villeneuf ;
- Jean-Frédéric d'Este (1er septembre 1700-24 avril 1727) ;
- Henriette d'Este (27 mai 1702-30 janvier 1777) épouse Antoine Farnèse, duc de Parme ;
- Clément d'Este (20 avril 1708-23 avril 1708), mort jeune ;
- X d'Este (septembre 1710), fille décédée à la naissance;

À l'été 1723, la peintre Rosalba Carriera se rend à Modène, appelée par la famille d'Este, et réalise les portraits des trois filles du duc Renaud III. Le portrait d'Henriette Anne-Sophie de Modène est aujourd'hui conservé au Musée des Offices de Florence.

## Crédit d'auteurs
- (en) Cet article est partiellement ou en totalité issu de l’article de Wikipédia en anglais intitulé « Rinaldo d'Este (1655–1737) » (voir la liste des auteurs).

- (it) Cet article est partiellement ou en totalité issu de l’article de Wikipédia en italien intitulé « Rinaldo d'Este (1655-1737) » (voir la liste des auteurs).